# چیپینگ
چیپینگ (به لاتین: Chiping County) یک منطقهٔ مسکونی در جمهوری خلق چین است که در لیائوچنگ واقع شده‌است.